# Léonard Misonne

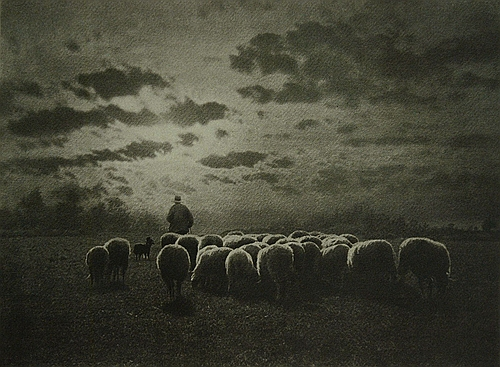
"Au Coucher du Soleil" (Una puesta de sol), en Camera Notes de julio de 1901

Léonard Misonne (*1 de julio de 1870 Gilly (Charleroi, Bélgica); † 14 de septiembre de 1943), fue un fotógrafo extraordinariamente bien conocido durante su vida en los círculos vanguardistas de la fotografía artística. Se enfocó únicamente en el Pictorialismo estilístico durante el cambio de siglo y se dedicó a los efectos de artísticos particulares de la luz y estados de ánimo atmosféricos asociados sobre la imagen. Se centró principalmente en visualizar sus ideas en el procedimiento fotográfico de Cuarto Oscuro, en particular con bromóleo.

## Vida y obra
Misonne fue el séptimo hijo de Louis Misonne, nació en una prospera familia, estudió griego y humanidades en el Colegio de Jesuitas de Charleroi e Ingeniería de Minas en la Universidad católica de Louvain (1834-1968), terminó sus exámenes con distinción y diploma en 1895, aunque nunca ejerció como ingeniero. Cuando era estudiante, se interesó por la música (piano), la pintura y desde 1891, por la fotografía en la que se concentra exclusivamente a partir de 1896, dedicándose por completo a la fotografía de paisaje.
Misonne realizó varios viajes a Suiza, Alemania y Francia. Sabía como aprovechar elaborados efectos de luz tratar con los efectos de luz. « Le sujet n'est rien, la lumière est tout » (El tema no es nada, la luz lo es todo). “La luz glorifica todo. Transforma y ennoblece los temas y lugares más comunes y ordinarios”, afirmó.
Misonne era conocido por su sentido de la atmósfera, pero se le etiquetó desde un punto de vista artístico como conservador y melancólico. Utilizó un proceso de carbón similar al de Fresson. Viajó en bicicleta por toda Bélgica (ganando algunas carrers de ciclismo) donde realizó el que ha sido considerado su mejor trabajo. Al término de esta aventura regresó a Gilly, donde pasaría el resto de su vida, administrando la fortuna familiar y reimprimiendo muchas de las imágenes captadas durante este período.
Durante dos décadas utilizó el bromóleo, proceso de la fotografía obtenida de una suspensión de bromuro de plata en gelatina que aprendió en 1910, en París, con el famoso fotógrafo Constant Puyo. De 1935 a 1943 utilizó su propio proceso llamado proceso mediobromine o mediobrome. Después de esto se convirtió en un líder del pictorialismo internacional y en una figura bien conocida de los círculos de vanguardia.
En 1897 inventó el proceso llamado Photo-Dessin.
En 1912, Misonne se convirtió en miembro de la Société Belge de Photographie, donde participó en una exposición organizada por este grupo. Luego se convirtió en un líder mundial y figura reconocida del Pictorialismo en círculos vanguardistas. La mayoría de sus imágenes fueron tomadas en Bélgica y los Países Bajos; viajó mucho por Francia, Alemania Suiza y algo por Inglaterra,  visitó museos en París donde aprendió de la obra de Gustave Doré y Camille Corot.
Sus efectos borrosos, con el enfoque impresionista le valió el apodo de "El Corot de la fotografía".
Su trabajo, mayormente paisajes, era realizado principalmente por las ciudades de Gante y Amberes de la costa belga, por la costa Holandesa, y alrededores de su residencia.
En 1906 contrajo matrimonio con Valentine Labin con quien tuvo ocho hijos.

Misonne sufría asma de forma severa y murió en Gilly, Bélgica en 1943.

## Libros
- Pakeliui... En passant... 2010
- La couleur du temps: Photographies de Leonard Misonne 1991
- Autour de Léonard Misonne 1990
- Leonard Misonne, ein Fotograf aus Belgien: 1870-1943 : romant. Landschaft 1976
- Leonard Misonne: Son Oeuvre, Sa Methode 1935